# Rio Rancho, New Mexico
Rio Rancho, New Mexico là một thành phố thuộc quận quận trong bang New Mexico, Hoa Kỳ. Thành phố có tổng diện tích km², trong đó diện tích đất là km². Theo điều tra dân số Hoa Kỳ năm 2010, thành phố có dân số người.